# محطة قطار تبسة
محطة تبسة هي محطة قطار جزائرية تقع في إقليم بلدية تبسة، بولاية تبسة.

## الموقع في السكك الحديدية
تقع المحطة في وسط مدينة تبسة على خط سكة حديد من عنابة إلى جبل العنق. وتسبقها محطة مرسط وتتبعها محطة جبل العنق للسكك الحديدية (تقع على 110 كم جنوب تبسة). وتشكل المحطة أيضًا نقطة انطلاق الخط من تبسة إلى الكويف [الفرنسية]
 حيث يتبعها محطة الكويف.

## التاريخ
في 2025، أطلقت الوكالة الوطنية للدراسات ومتابعة إنجاز الاستثمارات في السكك الحديدية برنامجا لإعادة تأهيل وعصرنة المحطة.

## خدمة الركاب

### الخدمة
محطة تبسة تخدمها :
- قطارات الخط الرئيس الجزائر – تبسة؛
- القطارات الإقليمية على الخط عنابة – تبسة.

كما أنها محطة شحن مهمة، حيث تمر بها قطارات الفوسفات من مناجم جبل العنق وجبل الكويف.